# Śniadowo-Stara Stacja
Śniadowo-Stara Stacja – wieś w Polsce położona w województwie podlaskim, w powiecie łomżyńskim, w gminie Śniadowo.
Wierni kościoła rzymskokatolickiego należą do parafii Wniebowzięcia Najświętszej Maryi Panny w Śniadowie.

## Historia
W latach 1921 – 1939 ówczesna stacja kolejowa leżała w województwie białostockim, w powiecie łomżyńskim, w gminie Śniadowo.
Według Powszechnego Spisu Ludności z 1921 roku zamieszkiwało stację 46 osób w 4 budynkach mieszkalnych. Miejscowość należała do parafii rzymskokatolickiej w Śniadowie. Podlegała pod Sąd Grodzki i Okręgowy w Łomży; właściwy urząd pocztowy mieścił się w Śniadowie.
W wyniku napaści ZSRR na Polskę we wrześniu 1939 miejscowość znalazła się pod okupacją sowiecką. Od czerwca 1941 roku pod okupacją niemiecką. Od 22 lipca 1941 do 1945 włączona w skład Landkreis Lomscha, Bezirk Bialystok III Rzeszy. W latach 1975–1998 miejscowość administracyjnie należała do województwa łomżyńskiego.